# Jiuzhou Jiang
Jiuzhou Jiang (kinesiska: 九洲江) är ett vattendrag i Kina. Det ligger i provinsen Guangdong, i den södra delen av landet, omkring 380 kilometer sydväst om provinshuvudstaden Guangzhou.
Genomsnittlig årsnederbörd är 2 012 millimeter. Den regnigaste månaden är augusti, med i genomsnitt 388 mm nederbörd, och den torraste är februari, med 14 mm nederbörd.